# Folliot de Crenneville

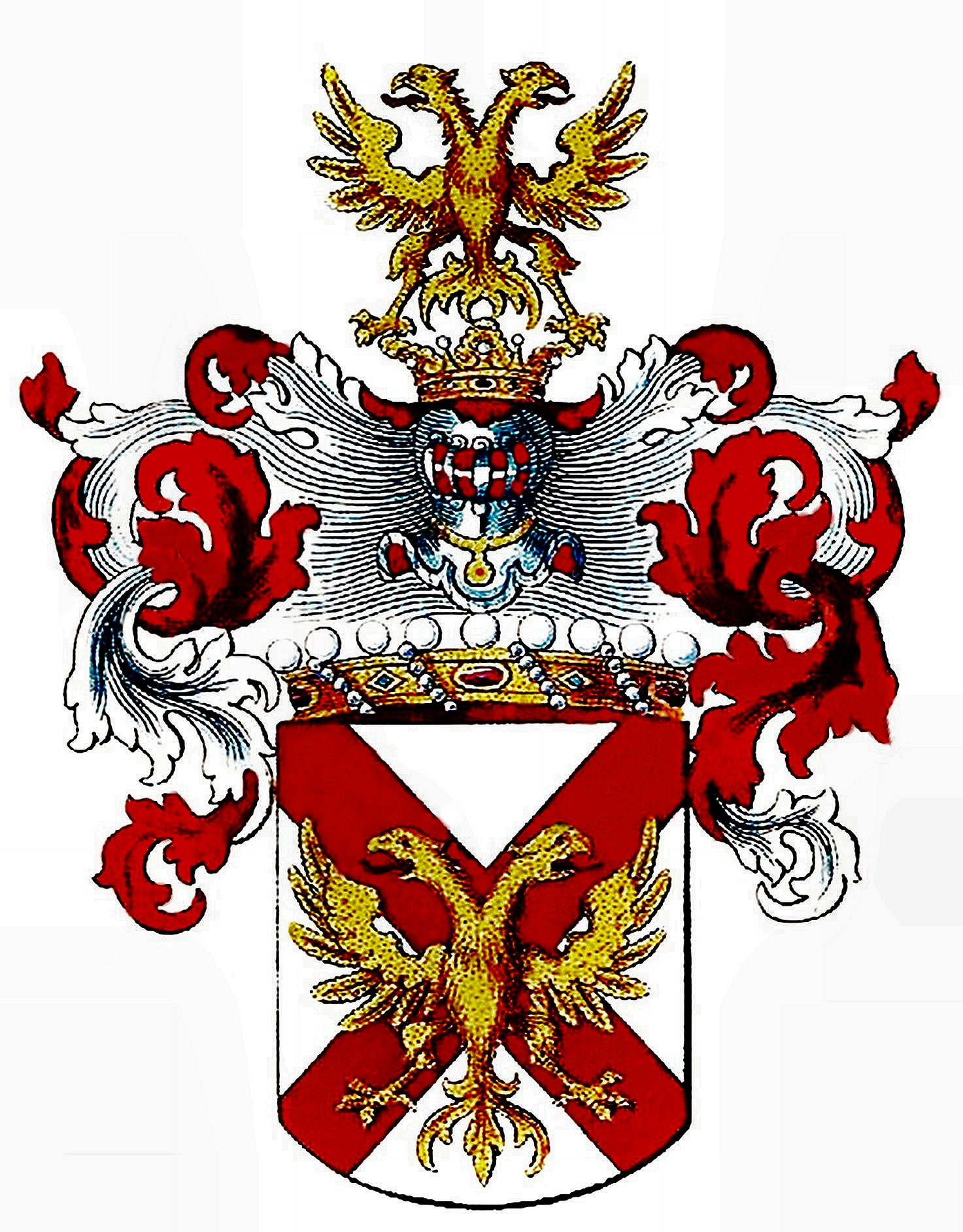
Wappen der Grafen Folliot de Crenneville

Die Grafen Folliot de Crenneville sind ein altadliges normannisches Geschlecht, das zu Beginn der Französischen Revolution nach Österreich emigrierte und dort zu Ansehen gelangte.

## Geschichte
Nach einem Arrêt du Conseil d’Etat von König Ludwig XV., gegeben zu Paris am 12. Januar 1718, kam bereits in der zweiten Hälfte des 11. Jahrhunderts ein Zweig der Familie mit König Wilhelm der Eroberer nach England. Ein bekannter Vertreter war Gilbert Folioth († 1187), Bischof von Herfort, später von London. Die französische Linie, welche in Cotentin (Halbinsel der Region Basse-Normandie) Herren von Montfarville, Mondonville und anderen waren, erlosch bald danach im Mannesstamm.
Erst ein Nachfahre aus der englischen Linie wurde wieder in Frankreich heimisch. Nachdem dieser in der Schlacht von Formigny während des Hundertjährigen Krieges im Krieg gegen König Karl VII. schwer verwundet worden war, blieb er in der Normandie zurück und siedelte sich in Valognes an. Er erwarb mehrere Lehensgüter, darunter Des Carreaux und Fierville.
Im 16. und 17. Jahrhundert fand man das Geschlecht mit den angesehensten französischen Geschlechtern in Familienverwandtschaft, so mit den Herzögen von Bellefonds, den Grafen von Beaumont de La Roque und den Grafen von Pierrepont. So heiratete zum Beispiel Jean Folliot (* 1605; † 1649) Suzanne Marquise de Pierrepont. Sein Sohn Jean François (* 1632), ehelichte am 24. November 1659 Gillonne Jallot de Beaumont, und diente als Offizier unter Turenne. Er und sein Bruder wurden 1654 in den (französischen) Ritterstand erhoben.
Jeans Enkel Jean Jacques (* 9. Oktober 1670; † 2. Mai 1743), Sieur de Carreaux, war Offizier, sodann Präsident der Stände von Valognes. Ihm wurde der Adelsstand für sich und seine Nachfahren mit Wappenbesserung am 18. Dezember 1696 vom König bestätigt. Dessen beide Söhne bildeten die Zweige Folliot de Fierville und Folliot d’Urville. König Ludwig XV. anerkannte und bestätigte den alten Adel mit einem Dokument, ausgestellt am 12. Januar 1717 zu Paris.
Von den Söhnen des Adrian Comte Folliot de Crenneville Seigneur de Presles aus dem Zweig d’Urville (* 1706; † 25. Juli 1767), setzte der älteste Jean-Charles-Adrien, den Familienzweig Urville fort, während der jüngste, Franz Mederich (* 18. August 1735; † 1802), Herr auf Presle, Buisson, D’Huison und anderen, Comte de Crenneville, Chevalier de St. Louis in der Normandie Maréchal de Camp wurde. Er war mit Anne Pierette Reichsfreiin von Poutet (* 1746) aus Metz verheiratet. Die Tochter Françoise war mit Albert d’Anjou verheiratet.
Mederichs ältester Sohn Louis Charles emigrierte mit Beginn der Französischen Revolution nach Österreich und ihm wurde 1844 das ungarische Indigenat und das Inkolat für sich und seine Nachfahren erteilt. Folliot erwarb Güter in Ungarn, Böhmen und Mähren. Er heiratete seine Nichte Judith Charlotte Victoria Reichsfreiin von Poutet (* 29. November 1789; † 11. Februar 1887). Da sie die letzte ihrer Familie war, wurde 1887 einer Namensvereinigung mit Allerhöchster Erlaubnis zugestimmt. Die Familie nannte sich fortan „Folliot de Crenneville-Poutet“.

## Persönlichkeiten

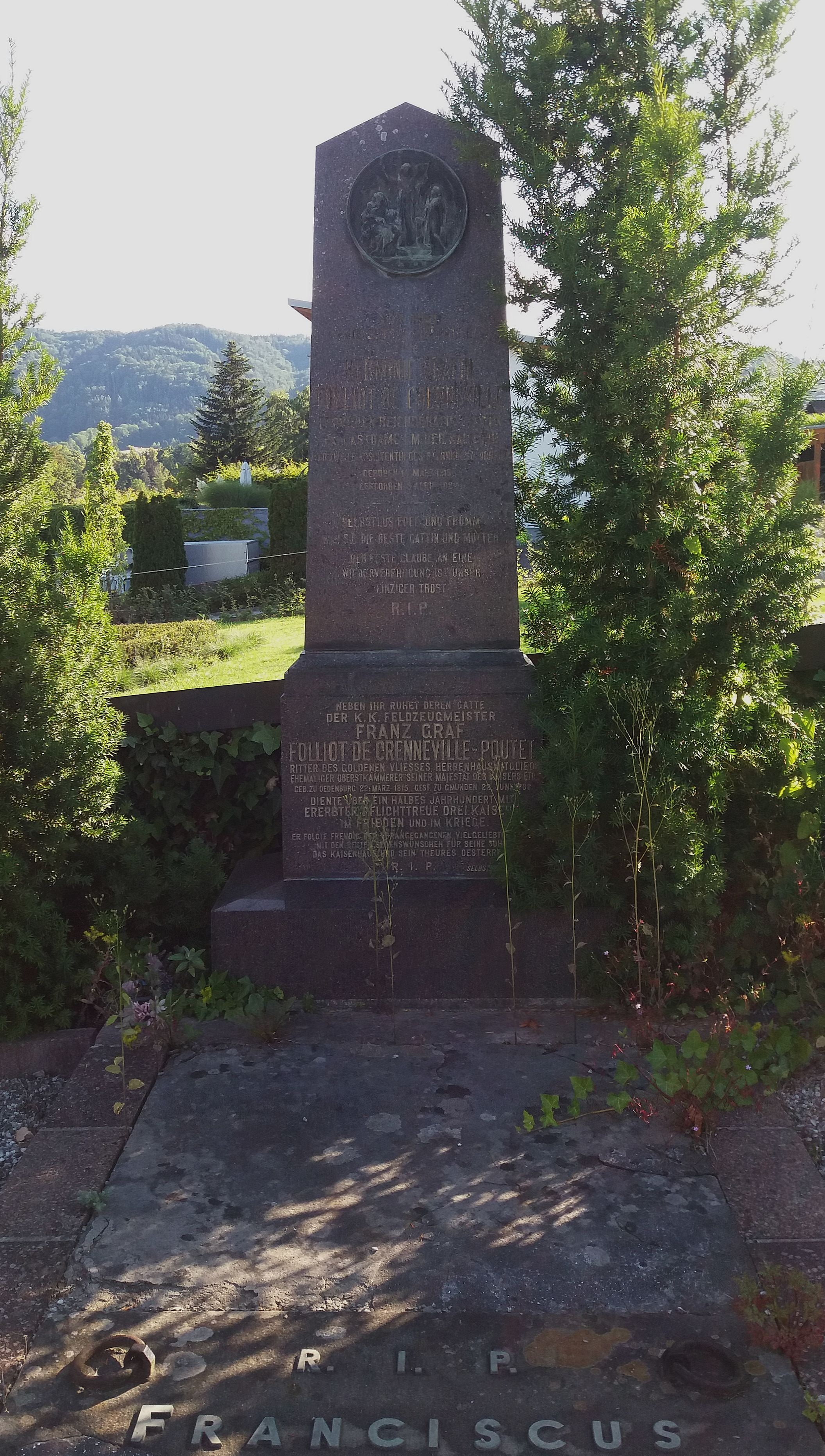
Friedhof Altmünster am Traunsee – Grab des Franz Grafen Folliot de Crenneville-Poutet (1815–1888)

- Marie Victoire Folliot de Crenneville (1766–1845), Tochter von François Mérédic Folliot  de Crenneville und Witwe des Ministers Grafen von Colloredo, heiratete 1816 Karl Eugen von Lorraine-Lambesc (1751–1825); er trennte sich jedoch schon nach wenigen Monaten von ihr.
- Louis Charles Graf Folliot de Crenneville (Ludwig Karl Graf Folliot de Crenneville) (1765–1840) war ein österreichischer General während der Napoleonischen Kriege.
- Karl Graf Folliot de Crenneville (* 28. März 1811 in Wien; † 21. Juli 1873 in Linz) war in erster Ehe mit Caroline Esterhazy de Galantha und in zweiter mit Anna Lazansky von Bukowa (1821–1896) verehelicht.
- Ludwig Graf Folliot de Crenneville (* 22. Juni 1813; † 21. April 1876) war ein österreichischer General der Kavallerie und Brigadier in Mailand.
- Franz Maria Johann Graf Folliot de Crenneville-Poutet (1815–1888), 1887 Folliot de Crenneville-Poutet, war österreichischer Feldzeugmeister und Inhaber des Infanterieregiments Nr. 75 sowie Generaladjutant des Kaisers und Oberstkämmerer.
- Viktor, Graf Folliot de Crenneville-Poutet (* 12. Juli 1847 in Korompa; † 28. September 1920 in Gmunden) war k. u. k. Diplomat, begann seine Karriere als Legationsrat in Washington, D.C., war Missionschef in Marokko (1901–1904) und Generalkonsul in Tunis. Er schrieb auch ein Buch über die Insel Zypern.[7][8] Er war verheiratet mit Isabella Luisa Alexandrina Maria, Gräfin von Wydenbruck (* 6. Mai 1862 in Wiesbaden; † 21. Februar 1936 in Salzburg).

## Wappen

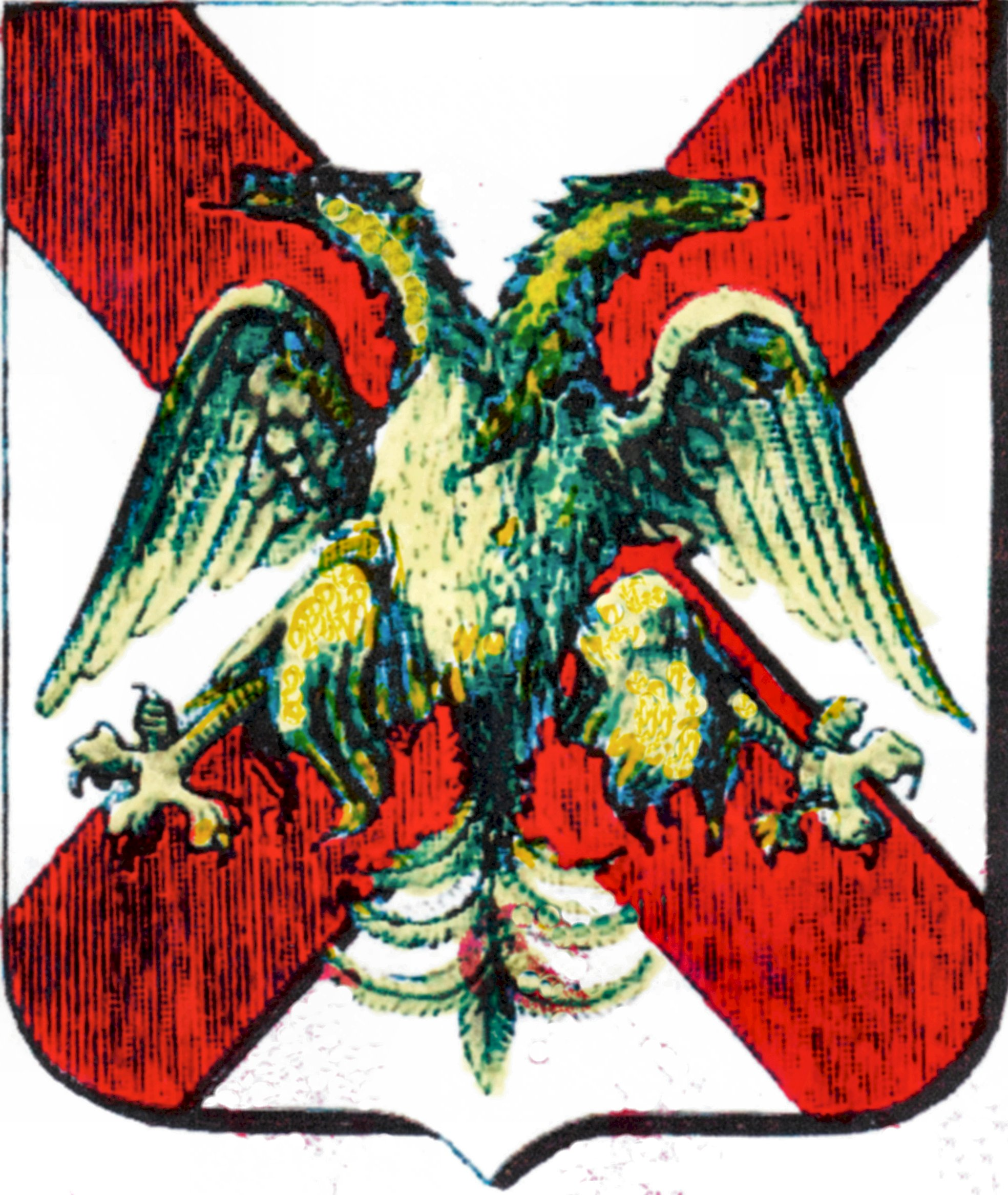
Wappenschild der Chevaliers de Folliot 1654

1844: Im silbernen Schilde vor einem roten, dasselbe ganz überziehenden Andreaskreuze, ein ausgebreiteter goldener Doppeladler. Auf dem Schilde steht die Grafenkrone und auf dieser ein gekrönter Helm, welcher den Doppeladler des Schildes trägt. Die Helmdecken sind rot und silbern.